# آش دوغ

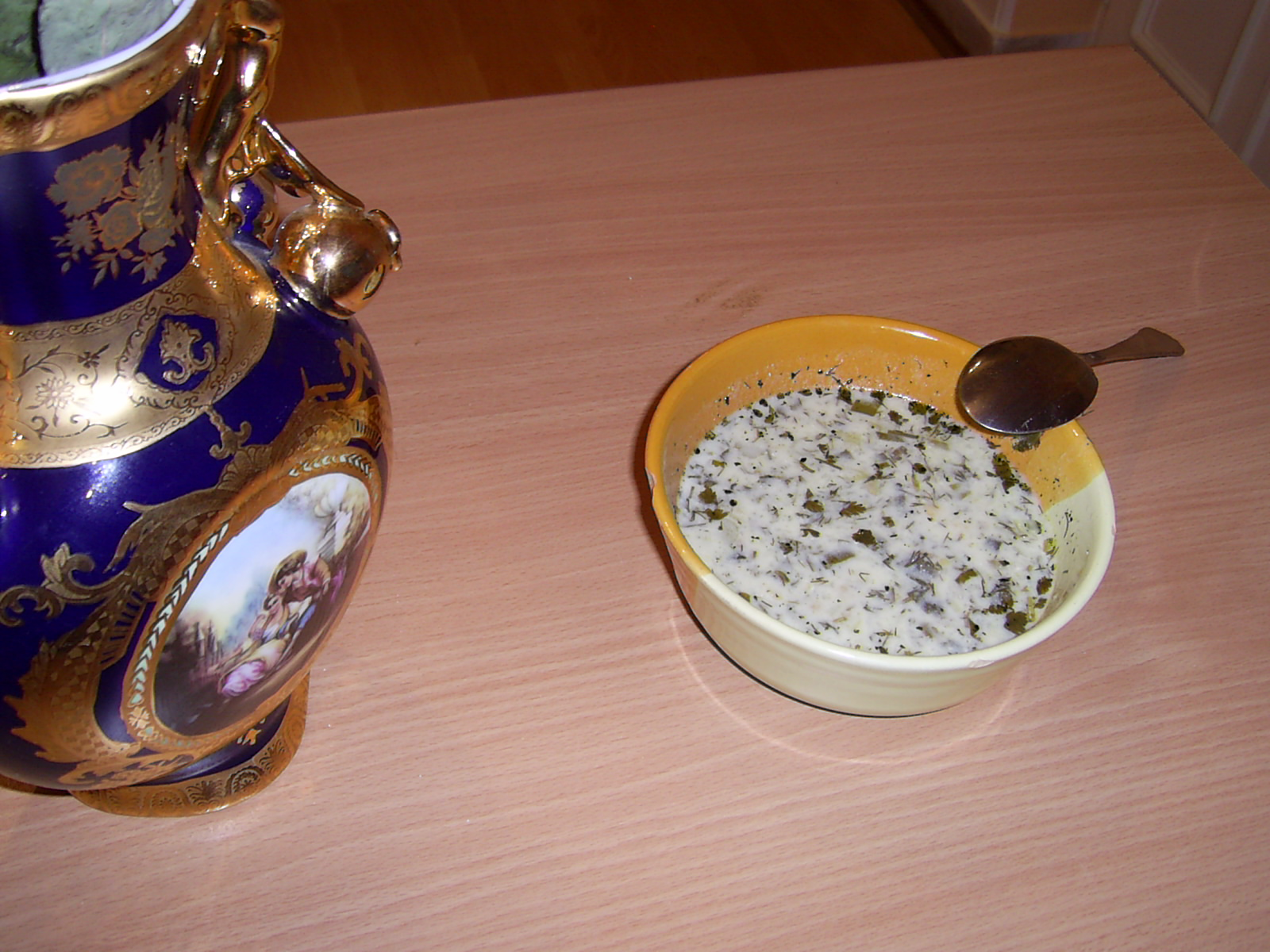
آیران آشی

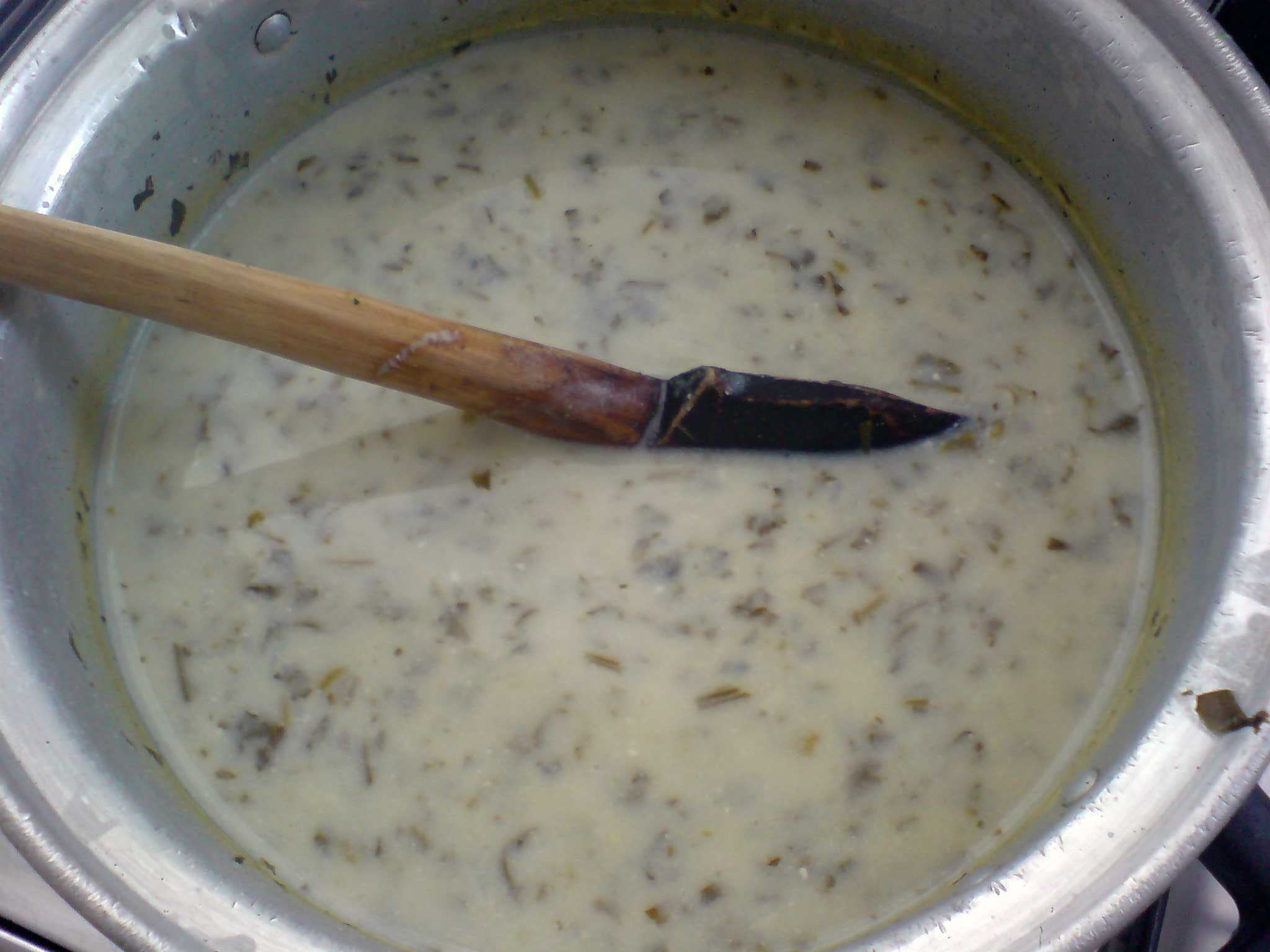
آش دوغ

آش دوغ  همچنین با شیوه‌های متفاوتی در برخی مناطق مانند: ارومیه، لرستان، مازندران، گیلان، مازندران، اصفهان، همدان، شیراز، چهارمحال وبختیاری، کرج و قزوین نیز آش دوغ پخته می‌شود. این آش با حبوباتی همچون نخود و عدس، سبزی‌ها، پونه کوهی ،تره، آویشن و سیر انواع سبزی‌های کوهی و محلی پخته شده و در نهایت از دوغ (محلی) برای مزه‌دار کردن آن استفاده می‌شود. رسیدن ماه مبارک رمضان، در میان خانواده ‌ها این سؤال زیاد مطرح می‌شود که:« چه غذایی بپزیم تا برای روزه‌داران خانواده مفیدتر باشد؟ » از آنجا که وجود همه گروه‌های غذایی در یک وعده، دلیلی بر بالا بودن ارزش تغذیه‌ای غذاست، توجه به این نکته می‌تواند در کنار روش پخت مناسب، اکثر مواد مغذی ضروری را تأمین کند. یکی از غذاهای مناسب در این ایام، آش دوغ است؛ آشی که هم گوشت دارد، هم سبزی، هم حبوبات و البته با حضور لبنیات و غلات، کامل‌تر هم می‌شود. منتها اگر خواستید این آش را برای افطاری‌تان تهیه کنید، توجه به نکات زیر را از قلم نیندازید تا آش‌تان سالم‌تر و مغذی‌تر باشد.
ابتدا آرد را در کمی آب گرم حل کنید. در ظرفی دیگر، تخم مرغ را با برنج مخلوط کرده و به آرد حل شده بیفزایید. سپس دوغ و ماست را با کمی آب به این مخلوط اضافه کنید و این حجم را روی حرارت بگذارید و دائماً آن را هم بزنید زیرا در غیر این صورت ماست می‌برد. این کار را تا جوش آمدن محتویات ادامه دهید. در ظرفی دیگر نخود را که به مدت ۱۲ ساعت در آب خیسانده‌اید با سبزی‌های خرد شده و کمی آب بپزید و بعد از پخت به مخلوط  ماست اضافه کنید. در آخر نمک و حبه‌های سیر کوبیده را نیز به محتویات بیفزایید و بعد از گذشت نیم ساعت آن را میل کنید. فراموش نکنید که از قبل گوشت را نیز با کمی ادویه طعم‌دار کرده و به گلوله‌های ریزی درآورده و بعد از پخت و تفت دادن با کمی روغن به آش اضافه کنید.
این غذا تقریباً ۱۶۵۰ کیلوکالری دارد و با تقسیم کردن آن به عدد ۴ به هر نفر ۴۰۰ کیلوکالری انرژی خواهد رسید. البته هر قدر آش‌تان رقیق‌تر باشد، انرژی دریافتی کمتر خواهد بود ولی در صورت خوردن آن با تکه‌های نان کالری بیشتری به بدن می‌رسد.
- نخود، نماینده حبوبات در آش دوغ

این ماده غذایی در گروه حبوبات جای گرفته و تأمین‌کننده پروتئین گیاهی قلمداد می‌شود. در هر ۱۰۰ گرمش ۳۰۰ کیلوکالری انرژی و ۲۲ گرم پروتئین دارد. از این رو آن را می‌توان منبع گیاهی این ماده مغذی محسوب کرد. جالب است بدانید که نخود مانند لوبیای سویا دارای فلاونویید است و دریافتش از بروز سرطان جلوگیری می‌کند. علاوه بر اینها نخود آهن و روی قابل ملاحظه‌ای نیز دارد. به این دلیل خوردنش به همراه گروه غلات یا گوشت‌ها آهن فراوانی را به بدن می‌رساند. فراموش نکنید که این ماده غذایی از منابع عالی پتاسیم است بنابراین فشارخونی‌ها می‌توانند به میزان متعادل برای کنترل بیماری‌شان از آن میل کنند.
- گوشت قرمز، منبع آهن و پروتئین

گوشت قرمز از منابع مناسب آهن و پروتئین است اما به دلیل چربی اشباعی که دارد، توصیه می‌شود نواحی کم‌چرب آن برای تهیه غذا مورد استفاده قرار گیرد. از آنجا که همیشه گوشت چرخ‌کرده چرب‌تر است، در صورت وجود سابقه چربی خون بالا و بیماری قلبی، بهتر است بیشتر از قسمت‌های لخم آن استفاده شود. فراموش نکنید که مطالعات نشان داده‌اند خوردن متعادل گوشت قرمز آن هم سه بار در هفته نیاز روزانه به آهن، روی، پروتئین و ویتامین‌های گروه B را تأمین می‌کند. از این رو، توصیه می‌شود افرادی که زود به زود بیمار می‌شوند و سیستم دفاعی ضعیفی دارند، مصرف مرتب این ماده غذایی را جدی بگیرند.
- ماست، محافظ روده

این فرآورده لبنی چون منشأ حیوانی دارد، بهتر است که نوع کم چربش به مصرف برسد تا به این ترتیب کلسیم مورد نیاز بدن به خصوص برای کسانی که شیر کافی میل نمی‌کنند، تأمین شود. اخیراً انواع پروبیوتیکی این ماده غذایی در دسترس هستند و توصیه می‌شود که از این نوع ماست‌ها استفاده شود تا به این ترتیب ارزش تغذیه‌ای بیشتری به غذای حاصل داده شود. می‌دانید که ماست یکی از گزینه‌های مناسب در مشکلات روده‌ای است. به این دلیل مطالعات نشان داده‌اند که عادت به خوردنش از بروز سرطان روده بزرگ جلوگیری می‌کند زیرا کلسیم قابل ملاحظه‌ای دارد و دریافت این ماده معدنی از فعالیت عوامل سرطان زا در این ارگان جلوگیری می‌کند.
- سیر تازه در خدمت قلب و عروق

سیر، سبزی بدبویی است که اگر تازه‌اش مرتب به مصرف برسد، می‌تواند از بروز بسیاری از بیماری‌ها از جمله بیماری‌های قلبی عروقی، انواع سرطان‌ها و فشار خون و کلسترول بالا جلوگیری کند. می‌پرسید چه طور؟ باید بگوییم که سیر ترکیبی به نام آلیسین دارد که دریافتش بالابرنده کلسترول خوب و کاهنده کلسترول بد است و عادت داشتن به مصرفش به کاهش قابل ملاحظه احتمال ابتلا به بیماری‌های قلبی منجر می‌شود. این سبزی یکی دیگر از منابع عالی پتاسیم نیز هست بنابراین عادت به خوردنش می‌تواند در کنترل فشار خون نیز مؤثر باشد.
- با این غذا بخورید

این‌که با این غذا چه چیزی بخوریم، کم‌اهمیت‌تر از آن است که با این غذا چه چیزی نخوریم. از آنجا که این آش خیلی پرکالری است، آن را با نان نخورید؛ بلکه کاسه‌ای کوچک از آن را گرم بخورید و جایی را برای صرف شام نیز باقی بگذارید.
- ماندگی و کهنگی

این غذا به دلیل آب‌پز بودن و ساعت‌ها جوشیدن روی حرارت، در صورتی که اضافه هم بیاید، می‌تواند حتی به مدت یک هفته در یخچال سالم مانده و روزانه کمی از آن را گرم کرده، میل کنید. در ضمن، برای آنکه در ماه مبارک رمضان همواره آشی گرم و مغذی داشته باشید، می‌توانید مصرف یک هفته‌تان را تهیه کرده و کم‌کم از آن به هنگام افطار بخورید.
- اگر فشارخون دارید

نخود و سیر هر دو پتاسیم بالایی دارند؛ پس می‌توانید مقدار بیشتری از آنها را مورد استفاده قرار دهید. اما از آنجا که نخود بسیار نفاخ است، بهتر است آن را مدت بیشتری خیسانده و کاملاً بپزید. در ضمن، دوغ کم‌نمک را برای پخت آشتان انتخاب کنید.
- اگر چربی خون دارید

می‌توانید سیر و سبزی تازه بیشتری را در تهیه غذای‌تان مورد استفاده قرار داده و گوشت‌تان را نیز حذف کنید. به علاوه استفاده از ماست و دوغ کم چرب نیز اقدام مناسبی برای کنترل چربی خون شماست.
- اگر اضافه‌وزن دارید

برنج آش را کمتر کنید و گوشت را سرخ نکنید. فقط در تابه آن را با آب خودش بپزید و به محتویات دیگر بیفزایید. در ضمن، از خوردن این آش به همراه برش‌های نان نیز خودداری کنید زیرا کالری دریافتی به این ترتیب بیشتر خواهد شد. این آش معمولاً در فصول سرد سال سرو می‌شود و عطر و طعم آن می‌تواند هر جنبنده ای را به خود جذب کند.

## ثبت آش دوغ در اردبیل در فهرست میراث ناملموس کشور
- در اواخر بهمن ماه ۱۳۹۹ پیش غذای آش دوغ  اردبیل در فهرست میراث ناملموس کشور به ثبت رسید.[۲]